# Am Rothenbaum
Am Rothenbaum lub Tennisstadion am Rothenbaum – stadion tenisowy w Hamburgu.
Obiekt oddany do użytkowania został w styczniu 1997 roku i mieści łącznie 13 200 osób. W 1999 wybudowano dodatkowo zadaszenie nad areną, zaprojektowane przez ASP Schweger.
Co roku organizowany jest męski turniej tenisowy Hamburg European Open rozgrywany jest na podłożu ziemnym. Od 2021 roku na obiekcie rywalizują również tenisistki.